# Who Are You
Who Are You è l'ottavo album in studio del gruppo rock inglese The Who, pubblicato nel 1978 dalla Polydor Records in Gran Bretagna e negli Stati Uniti dalla MCA Records. È l'ultimo album della band registrato con il batterista Keith Moon, morto poco tempo dopo l'uscita dell'LP.
Il disco raggiunse la seconda posizione in classifica in America e la sesta nel Regno Unito.

## Descrizione
Who Are You venne concepito in un periodo nel quale due principali correnti musicali come il progressive e il punk rock, erano fortemente in conflitto tra di loro visti i loro presupposti intrinseci completamente opposti. Le composizioni di Pete Townshend per l'album, furono scritte come una sorta di tentativo di riconciliazione tra i due stili così diversi. L'album contiene alcune delle canzoni dalla struttura più complessa che Townshend avesse mai composto, con multipli strati di sintetizzatore e arrangiamenti d'archi, uniti però a brani dall'impianto rock ruvido e vigorose interpretazioni vocali da parte di Roger Daltrey. Molte delle tracce rappresentano un ulteriore tentativo da parte di Townshend di completare la sua rock opera Lifehouse, progetto a lungo rimandato, e mai portato a termine. Come in Who's Next, molte delle canzoni erano ispirate alla lavorazione di Lifehouse, molte delle tracce di Who Are You contengono testi circa lo scrivere e comporre musica come metafora della vita (indicativi sono titoli come Music Must Change, Guitar and Pen, New Song, e Sister Disco).
Ci fu una pausa di circa tre anni tra Who Are You e The Who by Numbers, il precedente album della band. Il gruppo stava attraversando un periodo difficile a causa dei diversi progetti solisti dei membri, e dello stato di deterioramento progressivo di Moon, che ormai era sprofondato pesantemente nell'alcolismo e nell'abuso di droghe. La salute di Moon fu anche oggetto di serie discussioni nelle dinamiche professionali interne alla band, in quanto il batterista si rivelò addirittura non più in grado di suonare in tempo 6/8 sulla traccia Music Must Change, tanto da costringere la produzione a rimuovere praticamente del tutto la sua parte dalla canzone in questione. Moon morì circa un mese dopo la pubblicazione del disco, e sulla copertina, egli è seduto su una sedia che ironicamente (e sinistramente visto il successivo decesso del batterista) reca la scritta "Not to be taken away" (it: "Da non portare via").
Nel 1996, l'album venne ristampato in versione remixata. Alcuni degli elementi del mixaggio originale dei brani Had Enough, 905 e Guitar and Pen furono eliminati mentre Trick of the Light venne presentata nella versione estesa a 4:45 presente sul vinile originale.

## Accoglienza
L'album divenne doppio disco di platino negli Stati Uniti e in Canada, disco d'oro in Gran Bretagna, e raggiunse la posizione n. 2 della classifica Billboard Pop Albums chart. Il successo  generò grande aspettative per il successivo tour. Purtroppo Keith Moon morì poco dopo l'uscita dell'album. I brani sul disco furono portati in concerto nel 1979 quando gli Who reclutarono un nuovo batterista, Kenney Jones, e il tastierista John Bundrick.

## Copertina
La copertina dell'album mostra i membri del gruppo in posa di fronte a del materiale elettrico. In particolare Keith Moon, vestito da cavallerizzo e posizionato al centro della foto, siede al contrario su una sedia, che reca sullo schienale la scritta "Not to be taken away" traducibile in italiano con "Da non portare via" che poi, ironia della sorte morì proprio quell'anno.

## Tracce
Lato 1
1. New Song – 4:12
2. Had Enough (John Entwistle) – 4:30
3. 905 (Entwistle) – 4:02
4. Sister Disco – 4:21
5. Music Must Change – 4:37

Lato 2
1. Trick of the Light (Entwistle) – 4:48
2. Guitar and Pen – 5:58
3. Love Is Coming Down – 4:06
4. Who Are You – 6:21

Tracce bonus edizione rimasterizzata 1996
1. No Road Romance – 5:05
2. Empty Glass (Demo) (Title track dell'album solista di Pete Townshend Empty Glass) – 6:23
3. Guitar and Pen (Olympic '78 Mix) – 6:02
4. Love Is Coming Down" (Work-in-Progress Mix) – 4:05
5. Who Are You" (Lost Verse Mix) – 6:22

## Singoli
Dall'album fu estratto il seguente singolo:
- Who Are You / Had Enough 1978, US numero 14, UK numero 18

## Formazione

### Gruppo
- Roger Daltrey - voce
- Pete Townshend - chitarra, pianoforte, sintetizzatore, voce, songwriting
- John Entwistle - basso, sintetizzatore, voce, corno, songwriting
- Keith Moon - batteria, percussioni

### Altri musicisti
- Andy Fairweather-Low - cori
- Rod Argent - sintetizzatore, pianoforte
- Ted Astley - arrangiamenti chitarra

## Nella cultura di massa
- La title track, Who Are You, è stata usata come sigla iniziale della serie televisiva CSI - Scena del crimine. CSI - Vegas.